# Chris Hales
Christopher „Chris“ Hales (* 29. September 1976) ist ein US-amerikanischer Badmintonspieler. 

## Karriere
Chris Hales gewann bei der Panamerikameisterschaft 1997 Silber im Herrendoppel mit Mike Edstrom. 1999 wurde er bei den Panamerikaspielen Dritter im Mixed mit Yeping Tang. Bei den US-amerikanischen Badmintonmeisterschaften stand er in den Jahren 1999, 2007 und 2009 auf dem Treppchen, jedoch nie ganz oben. 1999 nahm er an den Badminton-Weltmeisterschaften teil.